# Книжные воры
«Книжные воры. Как нацисты грабили европейские библиотеки и как литературное наследие было возвращено домой» — бестселлер шведского историка Андреса Ридела, изданный в 2017 году и в течение ближайшего года переведённый на 17 языков, включая русский язык (в конце 2018 года). 

## Содержание
В книге прослеживается история грабежей нацистами книг и архивов по всей Европе. Автор отмечает, что причина, по которой нацисты грабили еврейские, диссидентские и масонские книги в том, чтобы украсть их историю, их воспоминания и, в конечном счете, их человечество. Книга разделена на три части: кража книг нацистами внутри страны, международное разграбление оккупированных Германией территорий и нынешнее состояние реституции книг и архивов.

## Успех
Книга более 10 недель находилась в топе Amazon (в категории исторических книг), в 2017 году она оказалась в шорт-листе премии журнала Kirkus за лучшую нехудожественную книгу (США), а в 2018-м получила Премию Мемориального фонда Бенгта Янсона (Швеция).

## Отзывы
Книга получила положительные отзывы. Международная газета Christian Science Monitor отметила о книге следующее: «Самая ценная книга». По мнению Los Angeles Review of Books: «Речь Ридела — это увлекательная смесь интеллектуальной истории, детективной истории и „активизма реституции“, которая не может не вдохновлять своих читателей». BBC упомянуло, что эта книга — «Страшное напоминание о извращенной силе Гитлера». Даниэль Б. Московиц считает, что книга рассказывает важную историю.
На страницах Chicago Tribune о книге было написано: «Страсть Ридела к предмету неоспорима. Служа курьером, ему удается передать эмоциональную силу возвращения даже одной книги благодарному потомку, который так много потерял». По мнению Джека Фишеля из Совета еврейской книги: «Книга, удобная для чтения и увлекательная, заслуживает большой читательской аудитории».
Журнал Kirkus включил книгу в шорт-лист ежегодной премии и опубликовал следующую рецензию: «Эрудированное исследование систематического разграбления библиотек и коллекций книг нацистскими захватчиками. Как свидетельствует эта тщательная исследовательская работа шведского журналиста и редактора Ридела, разграбление книг преимущественно еврейскими владельцами, коллекциями и библиотеками было эффективным способом кражи еврейской памяти и истории. Захватывающее, преследующее путешествие как для библиофилов, так и для историков времен Второй мировой войны».

## Рецензии
- Отзыв от Рэй Пален 14 апреля 2017 года Архивная копия от 20 декабря 2018 на Wayback Machine
- Рецензия Даниэля Б. Московица в Журнале Мировой войны Архивная копия от 21 декабря 2018 на Wayback Machine
- Stealing Memories: On Anders Rydell’s «The Book Thieves» Архивная копия от 20 декабря 2018 на Wayback Machine